# Сінн Сисамут
Сінн Сисамут (кхмер. ស៊ីន ស៊ីសាមុត; МФА: [sɨn siːsaːmut]; 23 серпня 1932 — 18 червня 1976) — відомий камбоджійський співак, композитор і автор пісень, мав неофіційне звання «короля камбоджійської естради», його пісні поєднували традиційну кхмерську музику з елементами ритм-енд-блюзу і рок-н-ролу. Кар'єра Сисамута почалася всередині 1950-х рр. і обірвалася в квітні 1975 року, після приходу до влади Червоних Кхмерів. Загинув під час геноциду в Камбоджі 1975—1979 рр., обставини його смерті досі не встановлено.

## Біографія

### Ранні роки
Сінн Сисамут народився 23 серпня 1932 року в провінції Стингтраенг на півночі Камбоджі. Коли Сисамуту було п'ять років, він пішов у початкову школу, а через кілька років зацікавився грою на гітарі і почав виступати на шкільних заходах. На початку 1950-х рр. Сисамут закінчив школу і планував стати лікарем, але продовжував працювати над розвитком свого музичного таланту і вокальних даних і писав пісні. Після здобуття Камбоджею незалежності від Франції в 1953 році голос Сисамута пролунав на національному радіо.

### Кар'єра
Після закінчення військово-медичної школи Сисамут одружився зі своєю двоюродною сестрою Кео Форнг Гнуть (Keo Thorng Gnut), у них було четверо дітей. У цей час він досяг найбільшої популярності і залишався найпопулярнішим артистом країни протягом наступних двадцяти років. До 1970 року Сисамут виступає в складі королівського оркестру, куди був прийнятий на особисте запрошення тодішнього глави держави — Нородома Сіанука.
Після державного заколоту 1970 року Сисамут публічно підтримав генерала Лон Нола і став виступати на радіо з піснями в підтримку нової влади. 
Коли 17 квітня 1975 року червоні кхмери захопили Пномпень, Сисамут був вигнаний з міста разом з мільйонами інших жителів. Обставини його загибелі на полях смерті невідомі, але його ім'я пов'язували зі старим урядом, він був артистом, інтелектуалом, дуже освіченою людиною — мав усі атрибути суспільства, яке Пол Пот (Pol Pot) мав намір звести нанівець.
Легенда свідчить, що перед стратою Сисамут попросив дозволу заспівати, але безсердечні солдати залишилися байдужі і вбили артиста, не давши йому закінчити пісню. Троє його дітей від першого шлюбу змогли пережити геноцид Пол Пота, один з них, Сінн Чайя (Sinn Chaya), став співаком за прикладом батька.

## Творчість
Творчість Сисамута зробила значний вплив на розвиток камбоджійської музики. Виконання Сисамутом кавер-версії «The House of the Rising Sun» вважається одним з найкращих виконань цієї пісні. Всі відомі записи були знайдені на магнітофонних касетах і вінілових платівках, а згодом були оцифровані і зберігаються для майбутніх поколінь. 